# Сила Кориолиса

Рис. 1
Левая картинка: Траектория мяча, брошенного с края вращающегося диска, как ее видит внешний наблюдатель. Из-за вращения мяч имеет как начальную тангенциальную скорость, так и радиальную скорость, заданную бросающим. Эти скорости уносят его вправо от центра.
Правая картинка: Траектория мяча, брошенного с края вращающегося диска, как ее видит бросающий, вращающийся наблюдатель. Она отклоняется от прямой линии.

Рис. 2. Траектории шарика при движении без трения по поверхности вращающейся тарелки в разных системах отсчёта (вверху — в инерциальной по прямой, внизу — в неинерциальной, вращающейся вместе с тарелкой).

Си́ла Кориоли́са — одна из сил инерции, использующаяся при рассмотрении движения материальной точки относительно вращающейся системы отсчёта. Добавление силы Кориолиса к действующим на материальную точку физическим силам позволяет учесть влияние вращения системы отсчёта на такое движение.
Названа по имени французского учёного Гаспа́ра-Гюста́ва де Кориоли́са, впервые описавшего её в статье, опубликованной в 1835 году. Иногда высказываются мнения, что первым математическое выражение для силы получил Пьер-Симон Лаплас в 1775 году, а эффект отклонения движущихся объектов во вращающихся системах отсчёта был описан Джованни Баттиста Риччоли и Франческо Мария Гримальди в 1651 году.
Часто под термином «эффект Кориолиса» подразумевается наиболее важный случай проявления силы Кориолиса — который возникает в связи с суточным вращением Земли.  Так как угловая скорость вращения Земли мала (1 оборот в день), эта сила, как правило, мала по сравнению с другими силами. Эффекты обычно становятся заметными только для движений, происходящих на больших расстояниях при длительных периодах времени, таких как крупномасштабное движение воздуха атмосферы (вихреобразные циклоны) или воды в океане (Гольфстрим). Такие движения, как правило, происходят вдоль поверхности Земли, поэтому для них часто важна только горизонтальная составляющая силы Кориолиса. Она заставляет движущиеся (от полюсов к экватору) вдоль поверхности Земли объекты  отклоняться вправо (по отношению к направлению движения) в северном полушарии и влево в южном. Эффект горизонтального отклонения сильнее близ полюсов, так как эффективная скорость вращения вокруг локальной вертикальной оси значительнее там и уменьшается до нуля у экватора.

## Предварительное рассмотрение
Пусть в какой-либо инерциальной системе отсчёта (ИСО) имеется радиус, равномерно вращающийся вокруг перпендикулярной к нему оси. Если вдоль этого радиуса в направлении от центра вращения с постоянной относительно радиуса скоростью движется материальная точка (МТ), то вместе с увеличением расстояния от центра вращения, в ИСО возрастает и компонента скорости тела, направленная перпендикулярно радиусу. Значит, в данном случае компонента ускорения точки, перпендикулярная радиусу, отлична от нуля. Эта компонента ускорения МТ в инерциальной системе отсчёта и представляет собой ускорение Кориолиса.
При рассмотрении того же самого движения в неинерциальной системе отсчёта (НИСО), вращающейся вместе с радиусом, наблюдаемая картина будет другой. Действительно, в этой системе отсчёта скорость МТ не изменяется и, соответственно, компонента её ускорения, перпендикулярная радиусу, равна нулю. Значит, движение выглядит так, как будто во вращающейся системе отсчёта на МТ действует дополнительная сила, направленная противоположно ускорению Кориолиса и компенсирующая его. Эта дополнительная «сила», вводимая для удобства описания движения, но в действительности отсутствующая, и есть сила Кориолиса. Понятно, что данная «сила» позволяет учесть влияние вращения подвижной системы отсчёта на относительное движение МТ, но при этом никакому реальному взаимодействию МТ с другими телами не соответствует.
Более строго — ускорение Кориолиса есть удвоенное векторное произведение вектора угловой скорости вращения системы координат на вектор скорости движения МТ относительно вращающейся системы координат. Соответственно, сила Кориолиса равна произведению массы МТ на её ускорение Кориолиса, взятому со знаком минус.

## Определение
Пусть имеются две системы отсчёта, одна из которых {\displaystyle (S)} инерциальная, а другая {\displaystyle \left(S\,'\right)} движется относительно первой произвольным образом и в общем случае является неинерциальной. Будем также рассматривать движение произвольной материальной точки массы {\displaystyle m}. Её ускорение по отношению к первой системе отсчёта обозначим {\displaystyle {\vec {a}}_{a}}, а по отношению ко второй — {\displaystyle {\vec {a}}_{r}}.
Связь между ускорениями {\displaystyle {\vec {a}}_{a}} и {\displaystyle {\vec {a}}_{r}} следует из теоремы Кориолиса (см. ниже):
{\displaystyle {\vec {a}}_{a}={\vec {a}}_{r}+{\vec {a}}_{e}+{\vec {a}}_{K},}
где {\displaystyle {\vec {a}}_{e}} — перено́сное ускорение, а {\displaystyle {\vec {a}}_{K}} — ускорение Кориолиса (кориолисово ускорение, поворотное ускорение). Напомним, что переносным ускорением называют ускорение той точки системы {\displaystyle S\,'} относительно системы {\displaystyle S}, в которой в данный момент находится рассматриваемая материальная точка.
После умножения на массу точки и учёта второго закона Ньютона {\displaystyle m{\vec {a}}_{a}={\vec {F}}}, данное соотношение можно представить в виде
{\displaystyle m{\vec {a}}_{r}={\vec {F}}+(-m{\vec {a}}_{e})+(-m{\vec {a}}_{K}).}
Величину {\displaystyle (-m{\vec {a}}_{e})} называют переносной силой инерции, а величину {\displaystyle (-m{\vec {a}}_{K})} — силой Кориолиса (кориолисовой силой). Обозначив их {\displaystyle {\vec {F}}_{e}} и {\displaystyle {\vec {F}}_{K}} соответственно, можно записать
{\displaystyle m{\vec {a}}_{r}={\vec {F}}+{\vec {F}}_{e}+{\vec {F}}_{K}.}
Полученное выражение выражает основной закон динамики для неинерциальных систем отсчёта.
Из кинематики известно, что
{\displaystyle {\vec {a}}_{K}=2\left[{\vec {\omega }}\times {\vec {v}}_{r}\right],}
где {\displaystyle {\vec {\omega }}} — угловая скорость вращения неинерциальной системы отсчёта {\displaystyle S\,'}, {\displaystyle {\vec {v}}_{r}} — скорость движения рассматриваемой материальной точки в этой системе отсчёта; квадратными скобками обозначена операция векторного произведения.
С учётом этого для силы Кориолиса выполняется
{\displaystyle {\vec {F}}_{K}=-2\,m\,\left[{\vec {\omega }}\times {\vec {v}}_{r}\right].}
Замечания
1. Согласно принятой в русскоязычной литературе терминологии, кориолисово ускорение материальной точки — это часть её ускорения в инерциальной системе отсчёта {\displaystyle S}[7][10]. Этим оно отличается, например, от центробежного ускорения, возникающего в неинерциальной системе отсчёта {\displaystyle S\,'}.
2. В иноязычной литературе встречается альтернативное определение кориолисового ускорения с противоположным знаком: {\displaystyle {\vec {a}}_{K}\equiv -2\left[{\vec {\omega }}\times {\vec {v}}_{r}\right]}. В таком случае кориолисово ускорение и кориолисова сила оказываются связаны соотношением: {\displaystyle {\vec {a}}_{K}={\frac {F_{K}}{m}}}[11][12][13][14]. В рамках такого определения кориолисово ускорение является частью ускорения тела в неинерциальной системе отсчёта {\displaystyle S\,'}.

## Теорема Кориолиса
Пусть точка совершает сложное движение: движется относительно неинерциальной системы отсчёта {\displaystyle S\,'} со скоростью {\displaystyle {\vec {v}}_{r}} ; система {\displaystyle S\,'} при этом сама движется относительно инерциальной системы координат {\displaystyle S}, причём линейная скорость движущегося в трёхмерном пространстве произвольным образом мгновенного центра скоростей {\displaystyle O} равна {\displaystyle {\vec {v}}_{0}}, а угловая скорость вращения системы {\displaystyle S\,'} относительно мгновенного центра скоростей равна {\displaystyle {\vec {\omega }}}. Мгновенный центр скоростей находится с помощью теоремы вращения Эйлера.
Тогда абсолютная скорость рассматриваемой точки (то есть её линейная скорость в инерциальной системе координат) будет такой:
{\displaystyle {\vec {v}}={\vec {v}}_{0}+\left[{\vec {\omega }}\times {\vec {R}}\right]+{\vec {v}}_{r}}, причём {\displaystyle {\frac {d}{dt}}{\vec {R}}=\left[{\vec {\omega }}\times {\vec {R}}\right]+{\vec {v}}_{r}},
где {\displaystyle {\vec {R}}} — радиус-вектор точки относительно мгновенного центра скоростей {\displaystyle O}. Первые два слагаемых в правой части равенства представляют собой переносную скорость точки, а последнее — её относительную скорость.
Продифференцируем это равенство по времени:
{\displaystyle {\frac {d}{dt}}{\vec {v}}={\frac {d}{dt}}{\vec {v}}_{0}+{\frac {d}{dt}}\left[{\vec {\omega }}\times {\vec {R}}\right]+{\frac {d}{dt}}{\vec {v}}_{r}.}
Найдём значение каждого слагаемого в инерциальной системе координат:
{\displaystyle {\frac {d}{dt}}{\vec {v}}_{0}={\vec {a}}_{0},}
{\displaystyle {\frac {d}{dt}}\left[{\vec {\omega }}\times {\vec {R}}\right]=\left[{\vec {\varepsilon }}\times {\vec {R}}\right]+\left[{\vec {\omega }}\times {\frac {d}{dt}}{\vec {R}}\right]=\left[{\vec {\varepsilon }}\times {\vec {R}}\right]+{\biggl [}{\vec {\omega }}\times \left[{\vec {\omega }}\times {\vec {R}}\right]{\biggr ]}+\left[{\vec {\omega }}\times {\vec {v}}_{r}\right],}
{\displaystyle {\frac {d}{dt}}{\vec {v}}_{r}=\left[{\vec {\omega }}\times {\vec {v}}_{r}\right]+{\frac {{\stackrel {~}{d_{r}}}{\vec {v}}_{r}}{dt}},}
где {\displaystyle {\vec {a}}_{r}={\frac {{\stackrel {~}{d_{r}}}{\vec {v}}_{r}}{dt}}} — линейное ускорение точки относительно системы {\displaystyle S\,'}, {\displaystyle {\vec {\varepsilon }}={\frac {d{\vec {\omega }}}{dt}}} — угловое ускорение системы {\displaystyle S\,'}.
Таким образом, имеем:
{\displaystyle {\frac {d}{dt}}{\vec {v}}={\vec {a}}={\vec {a}}_{0}+\left[{\vec {\varepsilon }}\times {\vec {R}}\right]+{\biggl [}{\vec {\omega }}\times \left[{\vec {\omega }}\times {\vec {R}}\right]{\biggr ]}+{\vec {a}}_{r}+2\left[{\vec {\omega }}\times {\vec {v}}_{r}\right].}
Полученное равенство служит математическим выражением теоремы Кориолиса: Абсолютное ускорение точки в сложном движении равно геометрической сумме её переносного ускорения (сумма первых трёх слагаемых в правой части), относительного ускорения (четвёртое слагаемое) и добавочного кориолисова ускорения (последнее слагаемое), равного {\displaystyle 2\left[{\vec {\omega }}\times {\vec {v}}_{r}\right]}.
Используя обозначения
{\displaystyle {\vec {a}}_{e}={\vec {a}}_{0}+\left[{\vec {\varepsilon }}\times {\vec {R}}\right]+{\biggl [}{\vec {\omega }}\times \left[{\vec {\omega }}\times {\vec {R}}\right]{\biggl ]}} и {\displaystyle {\vec {a}}_{K}=2\left[{\vec {\omega }}\times {\vec {v}}_{r}\right]}, получим запись теоремы Кориолиса в более сжатом виде:
{\displaystyle {\vec {a}}_{a}={\vec {a}}_{e}+{\vec {a}}_{r}+{\vec {a}}_{K}.}
Сам Кориолис выражал в 1835 г. свои результаты в иной форме, вводя в рассмотрение переносную и кориолисову силы инерции; общепринятая же ныне чисто кинематическая формулировка теоремы Кориолиса предложена в 1862 г. Анри Эме Резалем.
В частном случае вращательного движения инерциальной системы отсчёта относительно начала координат для того, чтобы точка относительно неинерциальной системы отсчёта двигалась прямолинейно по радиусу к оси вращения (см. рис.), необходимо приложить к ней силу, которая будет противодействующей суммы силы Кориолиса {\displaystyle -2m\left[{\vec {\omega }}\times {\vec {v}}_{r}\right]}, переносной вращательной силы {\displaystyle -m\left[{\vec {\varepsilon }}\times {\vec {R}}\right]} и переносной силы инерции поступательного движения системы отсчёта {\displaystyle -m{\vec {a}}_{0}}. Составляющая же ускорения {\displaystyle \left[{\vec {\omega }}\times \left[{\vec {\omega }}\times {\vec {R}}\right]\right]} не отклонит тело от этой прямой, так как является осестремительным переносным ускорением и всегда направлена по этой прямой. Действительно, если рассматривать уравнение такого движения, то после компенсации в нём вышеупомянутых сил получится уравнение {\displaystyle \left[{\vec {\omega }}\times \left[{\vec {\omega }}\times {\vec {R}}\right]\right]+{\vec {a}}_{r}=0}, которое если умножить векторно на {\displaystyle {\vec {R}}}, то с учётом {\displaystyle \left[{\vec {R}}\times \left[{\vec {\omega }}\times \left[{\vec {\omega }}\times {\vec {R}}\right]\right]\right]=0} получим относительно {\displaystyle {\vec {v}}_{r}} дифференциальное уравнение {\displaystyle \left[{\vec {R}}\times {\frac {{\stackrel {~}{d_{r}}}{\vec {v}}_{r}}{dt}}\right]\equiv 0}, имеющее при любых {\displaystyle {\vec {R}}} и {\displaystyle {\vec {v}}_{r}} общим решением {\displaystyle \left[{\vec {R}}\times {\vec {v}}_{r}\right]={\vec {Const}}}, которое и является уравнением такой прямой — {\displaystyle \left[{\vec {R}}\times {\vec {v}}_{r}\right]={\vec {0}}}.

## Обсуждение

### Правило Жуковского
Н. Е. Жуковский предложил удобный способ нахождения кориолисова ускорения:

Ускорение Кориолиса {\displaystyle {\vec {a}}_{K}} можно получить, спроецировав вектор относительной скорости точки {\displaystyle {\vec {v}}} на плоскость, перпендикулярную вектору переносной угловой скорости {\displaystyle {\vec {\omega }}}, увеличив полученную проекцию в {\displaystyle 2\omega } раз и повернув её на 90 градусов в направлении переносного вращения.

### Физический смысл
Пусть точка движется со скоростью {\displaystyle {\vec {v}}} вдоль прямой к центру координат инерциальной системы отсчёта (см. рис.).
Тогда данное движение приведёт к изменению расстояния до центра вращения {\displaystyle \ R} и, как следствие, абсолютной скорости движения точки неинерциальной системы отсчёта, совпадающей с движущейся точкой — её переносной скорости.
Как мы знаем, эта скорость движения равна 
{\displaystyle {\vec {v}}_{e}=\left[{\vec {\omega }}\times {\vec {R}}\right].}
Данное изменение будет равно:
{\displaystyle d{\vec {v}}_{e}=\left[{\vec {\omega }}\times d{\vec {R}}\right].}
Проведя дифференцирование по времени, получим 
{\displaystyle {\vec {a}}=\left[{\vec {\omega }}\times {\vec {v}}\right].}
(Направление данного ускорения перпендикулярно {\displaystyle {\vec {\omega }}} и {\displaystyle {\vec {v}}}).
С другой стороны, вектор {\displaystyle {\vec {v}}} для точки, остающейся неподвижной относительно инерциального пространства, повернётся относительно неинерциального на угол {\displaystyle \omega dt}. Или приращение скорости будет
{\displaystyle d{v}_{r}=v\sin \omega dt=v\times \omega dt.}
При {\displaystyle t\rightarrow 0,} соответственно, второе ускорение будет:
{\displaystyle {\vec {a}}=\left[{\vec {\omega }}\times {\vec {v}}\right].}
Общее ускорение будет 
{\displaystyle {\vec {a}}_{k}=2\left[{\vec {\omega }}\times {\vec {v}}\right].}
Как видно, система отсчёта не претерпела изменения угловой скорости {\displaystyle {\vec {\omega }}.}
Линейная скорость относительно неё не меняется и остаётся {\displaystyle {\vec {v}}.} Тем не менее, ускорение не равно нулю.
Если тело движется перпендикулярно направлению к центру вращения, то доказательство будет аналогичным.
Ускорение из-за поворота вектора скорости останется
{\displaystyle {\vec {a}}=\left[{\vec {\omega }}\times {\vec {v}}\right],}
а также прибавляется ускорение в результате изменения центростремительного ускорения точки.
Введение в рассмотрение силы Кориолиса производится для того, чтобы иметь возможность описывать движение тел в неинерциальных системах отсчёта с помощью уравнений, по форме совпадающих с уравнением второго закона Ньютона. В то же время сила Кориолиса никак не связана с каким-либо взаимодействием рассматриваемого тела с другими телами, а все её свойства определяются только обстоятельствами кинематического характера, обусловленными выбором конкретной неинерциальной системы отсчёта. В связи с этим о силе Кориолиса говорят, что она не является физической силой, и называют её псевдосилой.
Сила Кориолиса не инвариантна относительно перехода из одной системы отсчёта в другую. Она не подчиняется закону действия и противодействия. Движение тела под действием силы Кориолиса аналогично движению во внешнем силовом поле. Сила Кориолиса всегда является внешней по отношению к любому движению системы материальных тел.

### Сила Кориолиса и закон сохранения момента импульса
Если вращающаяся лаборатория, принимаемая за неинерциальную систему отсчёта, имеет конечный момент инерции, то в соответствии с законом сохранения момента импульса при движении тела по радиусу, перпендикулярному оси вращения, угловая скорость вращения будет увеличиваться (при движении тела к центру) или уменьшаться (при движении тела от центра). Рассмотрим эту ситуацию с точки зрения неинерциальной системы.
Хорошим примером может быть человек, который перемещается в радиальном направлении по вращающейся карусели (например, держась за ведущий к центру поручень). При этом с точки зрения человека он при движении к центру будет совершать работу против центробежной силы (эта работа пойдёт на увеличение энергии вращения карусели). На него также будет действовать сила Кориолиса, которая стремится отклонить его движение от радиального направления («сносит» его вбок), и противодействуя сносу (прилагая поперечное усилие к поручню), он будет раскручивать карусель.
При движении от центра центробежная сила будет совершать работу над человеком (за счёт уменьшения энергии вращения), а противодействие силе Кориолиса будет тормозить карусель.

## Сила Кориолиса в природе и технике
Самый важный случай действия силы Кориолиса связан с суточным вращением Земли.
Поскольку Земля вращается, для правильного анализа движения объектов в системах, привязанных к Земле, необходимо учитывать силу Кориолиса.
Сила Кориолиса, вызванная вращением Земли, может быть замечена при наблюдении за движением маятника Фуко.
Вопреки популярному мнению, что силы Кориолиса оказывают влияние на изнашивание рельсов, нашедшему отражение в учебной непрофессиональной литературе, на самом деле эти силы ничтожны по сравнению с силами, действующими в паре колесо-рельс, и ускорения Кориолиса составляют порядка сотой доли процента от ускорения свободного падения {\displaystyle a_{c}\sim 10^{-4}g} для обычного пассажирского или грузового поезда, идущего со скоростью порядка 100 км/ч. Кроме того, ввиду наличия конусности колёс или более сложной геометрии поверхности катания колёс и рельсов из-за действия т.н. сил крипа любая боковая сила, действующая на колёсную пару или тележку вагона, вызывает не боковое смещение по направлению действия силы, а угловое разворачивание навстречу действия этой силы, поэтому сила Кориолиса не может вызвать изнашивания правого рельса в Северном полушарии и левого — в Южном. В профессиональной железнодорожной литературе силы Кориолиса как значимые не рассматриваются.
Кроме того, сила Кориолиса проявляется и в глобальных масштабах.
Вместо того чтобы течь непосредственно из области высокого давления в низкое, как это было бы в невращающейся системе, ветра и течения, как правило, текут вправо от этого направления в Северном полушарии и влево от этого направления в Южном. Поэтому правые берега рек в Северном полушарии более крутые — их подмывает вода под действием этой силы (см. Закон Бэра). В Южном полушарии всё происходит наоборот. Сила Кориолиса ответственна также и за вращение циклонов и антициклонов (см. геострофический ветер): в Северном полушарии вращение воздушных масс происходит в циклонах против часовой стрелки, а в антициклонах — по часовой стрелке; в Южном — наоборот: по часовой стрелке в циклонах и против — в антициклонах. Отклонение ветров (пассатов) при циркуляции атмосферы — также проявление силы Кориолиса.
Силу Кориолиса необходимо учитывать при рассмотрении планетарных движений воды в океане. Она является причиной возникновения гироскопических волн, волн Россби.
При идеальных условиях сила Кориолиса определяет направление закручивания воды — например, при сливе в раковине (феномен «обратного закручивания воды при стоке»). На практике зависимость направления закручивания воды от полушария проявляется лишь в тщательно спланированных экспериментах, проведённых вдали от экватора, в которых используются строго симметричные сосуды, многочасовой отстой жидкости перед измерением, контроль внешних условий (стабильность температуры и отсутствие потоков воздуха). Отклонения от таких идеальных условий оказывают на направление закручивания воды большее влияние, чем сила Кориолиса.